# Château de Groslée
Le château de Groslée est un ancien château fort, du XIIe siècle restauré aux XVe et XVIe siècles et démantelé au XVIIIe siècle, centre de la seigneurie de Groslée érigée en baronnie puis en comté en 1580, qui se dresse sur le territoire de l'ancienne commune française de Groslée, dans le département de l'Ain, en région Auvergne-Rhône-Alpes.
Le château est inscrit aux monuments historiques.

## Localisation
Le château de Groslée est situé à Groslée au sein de la commune nouvelle de Groslée-Saint-Benoît, sur un coteau, au-dessus du bourg et dominant le Rhône, dans le département français de l'Ain.

## Historique
Le château est bâti, vers 1180, par Jacques de Groslée, sénéchal de Lyon, dans l'ancienne paroisse d'Huilieux.
Vers 1305, le château fait partie des possessions des comtes de Savoie. Berlion de La Mar, vivant en 1295, en est le châtelain, en 1319. En 1323, Jocelyne de Groslée reconnait tenir ce château et son mandement en franc-fief, libre et antique, du dauphin de Viennois.
Le château, le village et la seigneurie de Groslée sont vendus en toute justice haute, moyenne et basse, vers 1420, par Antoine de Groslée, chevalier de l'ordre du collier, descendant de Jacques, n'ayant eu que deux filles de Catherine de Palagnin, son épouse, au duc Amédée VIII de Savoie qui les cèdent à Pierre de Bourbon, chevalier. Jean de Groslée, custode et chanoine-comte de Lyon, prévôt de Montjour, s'accorda ensuite avec Pierre de Bourbon pour qu'il les lui revendent, avec le consentement du duc de Savoie, et la remet par contrat en 1455, à Jacques de Groslée, seigneur de Lhuis (château de Lhuis, Lhuis), son neveu, auquel il cède tous ses droits. Ses descendants en jouirent en titre de seigneurie et de baronnie.
Par lettres du 29 juin 1580, vérifiées au Sénat et en la chambre des comptes de Savoie, le duc Charles-Emmanuel Ier de Savoie érige la seigneurie en comté, en faveur de Claude, baron de Groslée, en y unissant la seigneurie de Luys avec toutes ses dépendances et les villages et les paroisses d'Ordonnas et d'Inimont en toute justice haute, moyenne et basse.
Pierre-Pompée de Groslée, fils dudit Claude, chevalier, comte de Groslée, ne laissa qu'une fille, Claire, mariée à Joachim du Cros, lequel en reprit le fief en 1657.
Jacques-Laurent du Cros, comte de Groslée, laissa son comté à sa veuve, Françoise de Guérin de Tencin, dont hérita Claudine-Sophie de Guérin de Tencin, sa petite- nièce, femme de Joseph-Marie de Barral, marquis de Montferrat (Italie), président à mortier au parlement de Grenoble. Ce dernier reprit le fief le 19 avril 1777 et en jouissait encore lors de la convocation des États-Généraux en 1789.
Le château restauré aux XVe et XVIe siècles fut démantelé au XVIIIe siècle. Il n'en subsiste que le donjon.
Dans le château existait une chapelle particulière. On y disait deux messes par semaine, en vertu d'une permission de l'archevêque de Lyon, Mgr Denis-Simon de Marquemont.

## Description
Le donjon carré du XIIe siècle est ceint d'une chemise haute et de braies que flanquent des tours rondes équipées pour le tir aux armes à feu.

## Protection aux monuments historiques
L'ensemble des vestiges sont inscrits au titre des monuments historiques par arrêté du 5 octobre 1992.